# ان‌سی‌.ای
ان‌سی.ای (به انگلیسی: NC.A) با نام اصلی ایم سئون (به انگلیسی: Im Soeun)(زاده ۷ اکتبر ۱۹۹۶) خواننده کره‌ای است.